# Pino Callà
Pino Callà (Mammola, 18 luglio 1952) è un fotografo, produttore televisivo e regista televisivo italiano.

## Biografia
Iniziò la sua attività lavorando come fotografo insieme a Fedele Toscani, padre di Oliviero Toscani, al tempo agenzia ufficiale del Corriere della Sera, viaggiando in Europa, Russia, Australia, America, India, Thailandia, Argentina, Cuba, Brasile e altri paesi fotografando artisti di fama mondiale, dalla Callas ai Beatles come fotografo ufficiale della EMI international, sia per le copertine dei dischi che per servizi per i settimanali italiani Gente, Oggi e giornali musicali specializzati.
Negli anni sessanta Callà divenne fotografo ufficiale del Cantagiro e di altre manifestazioni canore, collaborando con Vittorio Salvetti dal 1973 agli anni 85/ 90.
A cavallo tra gli anni settanta e gli anni ottanta, con la nascita delle prime emittenti televisive private, Pino Callà iniziò ad occuparsi di produzione e regia televisiva fondando una società di produzione, la Asa Television:la stessa società su richiesta della Fininvest ne diventò socia al 51%. Per la Fininvest realizzò con i suoi dipendenti, collaboratori e attrezzature produzioni come Drive In, La ruota della fortuna, M'ama non m'ama e tantissime altre produzioni. Non da ultimo in team con la Fininvest, Freccero, Gazzetti partecipò alla realizzazione della Cinq, la tv francese di Berlusconi. Callà fu inoltre tra i primi a realizzare videoclip in Italia.
Come ideatore, regista e produttore ha realizzato tra gli altri i programmi televisivi Superclassifica Show, Colpo grosso, Azzurro, Festivalbar. Mediaset, più precisamente RTI, gli affidò l'intera produzione del canale satellitare Sky di MT Channel, tratto dalla Macchina del tempo di Cecchi Paone per 5 anni, tutti i giorni.
Sono centinaia i tecnici e i creativi che hanno collaborato con la sua società Asa Television, sia come free lance che come dipendenti; molti di questi oggi sono tra i più ricercati professionisti da parte di Rai, Mediaset, Sky, La 7.
Ultimamente ha progettato corsi di formazione professionale, cinema e televisione, nell'ambito di cultura e spettacolo per conto della società Asa Polaris, accreditata all'albo della Regione Lombardia per l'istruzione formazione.
Nel settembre 2016 ha partecipato alla realizzazione del film Italian Business, con il ruolo di delegato di produzione e actor coach.
Attualmente vive e lavora a Milano. 